# Bombázók a seregnek
A Bombázók a seregnek (eredeti cím: Stripes) 1981-ben bemutatott amerikai háborús filmvígjáték, melyet Harold Ramis forgatókönyvéből Ivan Reitman rendezett. A film zenéjét Elmer Bernstein szerezte. A főbb szerepekben Bill Murray, Harold Ramis, Warren Oates, P. J. Soles, Sean Young és John Candy látható.
Az Amerikai Egyesült Államokban 1981. június 26-án debütált a mozikban. A film bevételi és kritikai szempontból is sikert aratott.

## Cselekmény
Egy barátnőjét, munkáját és lakását elveszítő férfi utolsó lehetőségként bevonul a hadseregbe, melyre szintén munkakerülő legjobb barátját is rábeszéli. A kiképzésen azonban nem olyan körülmények várják őket, mint amire számítottak.

## Szereplők
| Színész          | Szerep                             | Magyar hang            | Magyar hang                        |
| Színész          | Szerep                             | - 1. szinkron - (1993) | - 2. szinkron - (1999–2009 között) |
| ---------------- | ---------------------------------- | ---------------------- | ---------------------------------- |
| Bill Murray      | John Winger                        | Dörner György          | Kerekes József                     |
| Harold Ramis     | Russell Ziskey                     | Kassai Károly          | Háda János                         |
| Warren Oates     | Hulka őrmester                     | Perlaki István         | Papp János                         |
| P. J. Soles      | Stella Hansen                      | Kisfalvi Krisztina     | Németh Kriszta                     |
| Sean Young       | Louise Cooper                      | Dudás Eszter           | Kovács Vanda                       |
| John Candy       | Dewey 'Ox' Oxberger                | Szabó Sipos Barnabás   | Csuja Imre                         |
| John Larroquette | Stillman százados                  | Koroknay Géza          | Galbenisz Tomasz                   |
| Roberta Leighton | Anita                              |                        |                                    |
| John Voldstad    | Stillman segédje                   | Janovics Sándor        | Seder Gábor                        |
| John Diehl       | Howard 'Cirkáló/Církó' J. Turkstra | Szűcs Sándor           | Moser Károly                       |
| Lance LeGault    | Glass ezredes                      | Szokolay Ottó          | Katona Zoltán                      |
| Conrad Dunn      | Francis 'Psycho' Soyer             | Salinger Gábor         | Sárközi József                     |
| Judge Reinhold   | Elmo Blum                          | Kocsis György          | Pálmai Szabolcs                    |
| Joe Flaherty     | határőr                            |                        |                                    |
| Dave Thomas      | konferanszié                       | Balázsi Gyula          | Láng Balázs                        |
| Robert J. Wilke  | Barnicke tábornok                  |                        |                                    |
| Antone Pagán     | Hector                             |                        | Papp Dániel                        |
| Bill Paxton      | névtelen katona                    |                        |                                    |
| Timothy Busfield | katona                             |                        |                                    |

## Fordítás
- Ez a szócikk részben vagy egészben  a   Stripes (film) című angol Wikipédia-szócikk fordításán alapul.  Az eredeti cikk szerkesztőit annak laptörténete sorolja fel. Ez a jelzés csupán a megfogalmazás eredetét és a szerzői jogokat jelzi, nem szolgál a cikkben szereplő információk forrásmegjelöléseként.